# Municipio de Beloslav
El municipio de Beloslav (en búlgaro: Община Белослав) es un municipio búlgaro perteneciente a la provincia de Varna.
En 2011 tiene 11 023 habitantes, el 79,17% búlgaros y el 6,89% turcos. La capital municipal es Beloslav, donde viven tres cuartas partes de la población del municipio.
Se ubica en una zona costera interior de limanes al oeste de Varna, en torno al lago Beloslav y el oeste del lago de Varna.

## Localidades
| Localidad     | Cirílico     | Población (diciembre de 2009) |
| ------------- | ------------ | ----------------------------- |
| Beloslav      | Белослав     | 7937                          |
| Ezerovo       | Езерово      | 1845                          |
| Razdelna      | Разделна     | 537                           |
| Strashimirovo | Страшимирово | 938                           |
| Total         |              | 11 257                        |